# 梅克倫堡湖區郡
梅克伦堡湖区县（德語：Landkreis Mecklenburgische Seenplatte）是德國梅克伦堡-前波美拉尼亚州中南部的县，在2011年梅克伦堡-前波美拉尼亚州的县改革中由米里茨县、梅克伦堡-施特雷利茨县、代明县的大部分与新勃兰登堡市合并而成，县治是新布蘭登堡。梅克伦堡湖区县是德国面积最大的县，面积约为萨尔兰州的两倍。

## 地理
梅克伦堡湖区县境内有米里茨湖、庫默羅湖、弗萊森湖、普劳湖等诸多湖泊。

## 外部連結
- 梅克伦堡湖区县 （页面存档备份，存于）